# Marumi Yamazaki
Marumi Yamazaki (山崎 円美, Yamazaki Marumi, Saitama, 9 juni 1990) is een Japans voetbalster die als middenvelder speelt bij JEF United Chiba.

## Carrière

### Clubcarrière
Yamazaki begon haar carrière in 2006 bij AS Elfen Sayama FC. Ze tekende in 2009 bij Albirex Niigata. In acht jaar speelde zij er 101 competitiewedstrijden. Ze tekende in juni 2016 bij AC Nagano Parceiro. Ze tekende in 2018 bij JEF United Chiba.

### Interlandcarrière
Yamazaki maakte op 6 maart 2013 haar debuut in het Japans vrouwenvoetbalelftal tijdens een wedstrijd om de Algarve Cup tegen Noorwegen. Ze heeft vier interlands voor het Japanse elftal gespeeld.

## Statistieken
| Japans vrouwenvoetbalelftal | Japans vrouwenvoetbalelftal | Japans vrouwenvoetbalelftal |
| Jaar                        | Wed.                        | Dlp.                        |
| --------------------------- | --------------------------- | --------------------------- |
| 2013                        | 4                           | 0                           |
| Totaal                      | 4                           | 0                           |